# 東非狒狒
東非狒狒 (學名：Papio anubis)，或稱阿努比斯狒狒、橄欖狒狒，是一種猴科動物。 該物種是所有狒狒中分佈最廣的物種，原生於整個非洲的25個國家，從馬里向東延伸至埃塞俄比亞和坦桑尼亞。孤立的群體也存在於撒哈拉沙漠的一些山區。 牠們棲息在疏林草原、草原和森林中。 牠們的毛色從遠處看是綠灰色。 各種溝通方式，包含發聲的和非發聲的，促進了複雜的社會結構。

## 特徵
東非狒狒之毛髮從遠處看呈灰綠色。 在更近的距離內，由於毛髮上有黃棕色和黑色的環，它的全身毛髮是五顏六色的。 牠們臉上的毛髮較粗，顏色從深灰色到黑色不等。 這種顏色為兩性所共有，儘管雄性的鬃毛較長，沿著背部逐漸變細至普通長度。
除了鬃毛外，雄性東非狒狒在體重、身體和犬齒大小方面也與雌性不同；雄性平均站立時身高 70 厘米（28 英寸），雌性身高 60 厘米（24 英寸）。 東非狒狒是最大的猴類之一。 只有豚尾狒狒和山魈達到相似的大小。 頭部和身體的長度範圍為 50 至 114 厘米（20 至 45 英寸），物種平均長度約為 85 厘米（33 英寸）。 在四肢著地的情況下，雌性平均肩高 55 厘米（22 英寸），而雄性平均肩高 70 厘米（28 英寸）。 據報導，兩性的典型體重範圍為 10至37 公斤（22至82 磅），雄性平均為 24 公斤（53 磅），雌性平均為 14.7 公斤（32 磅）。 有些雄性體重可能高達 50 公斤（110 磅）。
像其他狒狒一樣，東非狒狒有一個細長的、像狗一樣的口鼻構造。 牠們 38 至 58 厘米（15 至 23 英寸）長尾巴和四足步態使其看起來像犬科動物。 尾巴看起來像斷了一般，因為它的前四分之一是直立的，之後急劇下垂。 東非狒狒的臀部裸露部分比阿拉伯狒狒或幾內亞狒狒小。 東非狒狒和大多數Cercopithecinae動物一樣，有用來儲存食物的頰囊。

## 分佈與棲息地
該物種棲息在 25 個赤道非洲國家的狹長地帶，幾乎從非洲大陸的東海岸到西海岸。 由於該物種的領土與其他狒狒物種的領土重疊，因此該地帶的確切邊界沒有明確界定。 在許多地方，這導致了物種間的雜交育種。 例如，埃塞俄比亞的東非狒狒和阿拉伯狒狒之間發生了大量雜交。 還觀察到與草原狒狒和幾內亞狒狒的雜交育種。 儘管已經注意到這一點，但雜種尚未得到充分研究。
在其廣泛的範圍內，東非狒狒可以在許多不同的棲息地中找到。 它通常被歸類為稀樹草原棲地，生活在廣闊的草原平原上。 草原，尤其是開闊林地附近的草原，確實構成了狒狒棲息地的很大一部分，但狒狒也棲息在熱帶雨林和沙漠中。 例如，烏干達和剛果民主共和國都有茂密熱帶森林中的東非狒狒種群。

## 行為與生態

### 社會結構
東非狒狒以 15 到 150 個個體為一組生活，由幾隻雄性、許多雌性和牠們的幼崽組成。 每隻狒狒在群體中的某個地方都有一個社會排序，這取決於它的統治地位。 雌性統治是世襲的，女兒的地位幾乎與母親相同，成年雌性構成社會體系的核心。 雌性親屬在隊伍中形成自己的子群。 相關的雌性在很大程度上彼此友好。 牠們傾向於靠得很近，互相梳理毛髮（社交梳理），並在群體內部的侵略性遭遇戰中組隊。 雌性親屬之所以形成這些牢固的紐帶，是因為牠們沒有從出生的群體中遷出。
偶爾，當群體變得如此龐大以至於資源競爭成為問題時，牠們可能會分裂，但即便如此，母系家族的成員往往會團結在一起。 占主導地位的雌性會獲得更多的食物、交配和支持者。 在坦桑尼亞的東非狒狒中，高等級的雌性狒狒的生育間隔更短，存活率更高，而且牠們的女兒往往比低等級的雌性狒狒成熟得更快。 這些地位高的雌性似乎也有更高的流產概率，而且一些地位高的雌性具有顯著的低生育率。 一種理論認為，這種情況的發生是由於對高級雌性的壓力，儘管這一理論存在爭議。 最近的一項研究表明，頂級雌性面臨雄性騷擾的風險。 晚近移民的雄性會騷擾雌性，以便讓牠們尚未與之交配的雌性流產，以便讓牠們更快地懷上屬於自己的後代。 由於有活嬰兒的雌性通常有雄性盟友保護牠們的嬰兒，因此雄性無視嬰兒並將其攻擊行為轉移到該群體目前沒有嬰兒的常駐懷孕雌性身上更有意義。
雌性通常與她所在群體中的雄性形成長期的社會關係，被稱為“友誼”。 這些非性關係的友誼對雄性和雌性都有好處。 雄性從這些關係中受益，因為牠們通常是在他進入一個新的群體後不久就形成的，並且幫助雄性更容易融入這個群體。 它也有可能在未來與雌性朋友交配。 雌性獲得保護，免受對自己和嬰兒（如果有的話）的威脅。 雄性偶爾會為牠們的雌性朋友“照看孩子”，這樣雌性就可以自由地進食和覓食，而不必背負或照看嬰兒。 具有性接受能力的雌性和新移民的雄性可以形成這樣的友誼。 這些關係有時是持久的，並且這對個體彼此保持親密關係。 他們還一起旅行、覓食、睡覺和撫養嬰兒，並一起對抗好鬥的同類。
雄性比雌性更有力地確立自己的統治地位。 雄性在達到性成熟後分散或離開其出生的群體並加入另一個群體。 成年雄性彼此之間競爭激烈，並為接近雌性而戰。 更高的支配地位意味著更容易交配和更早獲得食物，因此自然會發生大量爭奪等級的鬥爭，年輕的雄性不斷試圖提升地位。 由於雌性終生都與自己的群體待在一起，而雄性則移居到其他群體中，因此新來的雄性通常會向年長的雄性發起挑戰。 通常，當年長的狒狒社會等級下降時，牠們會遷移到另一個部落。 壓低牠們的年輕雄性經常欺負和騷擾之。 與年輕雄性相比，年長雄性往往擁有更多支持和平等的關係。 前者可能會結成聯盟反對後者。
儘管有等級制度，狒狒在決定集體行動的方向時似乎是“民主的”。 當多個決策者就前進方向達成一致時，個體更有可能追隨，而不是簡單地追隨占主導地位的個體。

### 生殖與育幼
雌性在 7 至 8 歲時性成熟，而雄性則在 7 至 10 歲時性成熟。 雌性排卵的開始向雄性發出信號，表明它已準備好交配。 在排卵期間，雌性肛門生殖器區域的皮膚腫脹並變成鮮紅色/粉紅色。 腫脹使其難以移動並增加了雌性感染微生物或寄生蟲的機會。 肛門生殖器區域腫脹更多的雌性在更年輕的時候繁殖，每年產下更多後代，這些後代存活的機會更大。 這些雌性也會吸引更多的雄性，並且更有可能在牠們之間引起攻擊性的爭鬥。 牠們傾向於濫交。 雄性與發情的雌性形成交配關係，與牠們保持親密關係並與之交配。 雄性保護牠們的伴侶，防止任何其他雄性試圖與之交配。 除非雌性處於多日配偶關係（英語：multiday consortship）中，否則它通常每天與不止一隻雄性交配。 多次交配不是繁殖所必需的，但可能會使雌性後代的實際父子關係變得模糊。 這種父親確定性的缺乏可能有助於減少殺害幼仔的發生。 偶爾，雄性會在雌性的整個可能受孕期間獨占。 在交配期間，雄性保護雌性不被其他雄性交配。
新生兒有黑色的毛髮和亮粉色的皮膚。 雌性是嬰兒的主要照顧者，但雄性也扮演重要角色。 在出生的頭幾天，嬰兒可能無法依附於母親並依賴母親的身體支持。 它的抓力在第一周變得更強壯，並且能夠自己粘住母親的皮毛。 兩週後，嬰兒開始短時間探索周圍環境，但會留在它身邊。 嬰兒與母親的年齡越大則距離越遠。 一般來說，等級較高的雌性通常比等級較低的雌性更放鬆，後者通常會讓後代靠近自己。 這種差異會持續大約嬰兒生命的前八週。 牠們似乎不實行合作育兒，但雌性狒狒可能會撫養不屬於自己的嬰兒。 亞成年和未成年雌性更有可能照顧其他後代，因為牠們還沒有生育自己的後代。 不成熟的雌性為何傾向於尋找嬰兒的一種理論是，牠們可以為自己未來的母親角色做好準備。 初為人母所生的嬰兒比有經驗的母親所生的死亡率更高，這表明照顧嬰兒的經驗很重要。 群體中的成年雄性也照顧嬰兒，因為牠們很可能與雌性們有血緣關係。 雄性給嬰兒梳理毛髮，減少他們可能攜帶的寄生蟲數量，並在幼仔感到壓力時使之平靜下來。 牠們還可以保護幼仔免受黑猩猩等掠食者的侵害。 成年雄性會利用嬰兒並經常將牠們用作盾牌，以減少其他雄性威脅牠們的可能性。

### 溝通
牠們通過各種發聲和面部表情進行溝通。 一整天，各個年齡段的狒狒都會發出“基本咕嚕聲”。 成年人發出一系列呼叫。 “吼叫聲”是由成年雄性互相展示而發出的。 “咳吠聲”和“咳咳聲”是看見低空飛行的鳥類或牠們不認識的人類時所發出。 在夜間和壓力大的情況下，會發出“wa-hoo”的叫聲以回應捕食者或鄰近的群體。 其他發聲包括“破碎的咕嚕聲”（在相對平靜的攻擊性遭遇中發出的低音量、快速的一系列咕嚕聲）、“氣喘呼嚕聲”（在攻擊性遭遇升級時發出）、“刺耳的吠叫”（當潛在威脅突然出現時發出的大聲呼叫） ) 和“尖叫聲”（對強烈情緒做出反應的連續高音）。 牠們最常見的面部表情是“咂嘴”，這與許多行為有關。 “壓平耳朵”、“瞇眼”、“搖頭”、“拍下巴”、咂嘴、“吐舌頭”是狒狒打招呼時的用語，有時與“後方展示”連用。 “揚眉”、“磨臼齒”、“瞪眼”、“打哈欠”都是用來威脅其他狒狒的。 一隻順從的狒狒會做出諸如“恐懼的咧嘴”、“僵硬蹲伏”和“直立尾巴”之類的表現來回應。

### 食性
牠們生存廣泛成功的一個主要原因是雜食性傾向，和其他狒狒一樣，幾乎什麼都吃。 因此，它幾乎可以在任何環境中找到營養，並能夠適應不同的覓食策略。 例如，在草原上尋找食物的方式與森林裡的不同。 牠們在環境的各個層面上覓食，包括地上和地下以及森林的樹冠中。 大多數動物只在一個層次上尋找食物； 像狐猴這樣的樹棲物種不會在地面上尋找食物。 牠們盡可能廣泛地搜索，幾乎吃掉找到的所有東西。
飲食通常包括種類繁多的植物、無脊椎動物和小型哺乳動物，以及鳥類。 牠們吃樹葉、草、根、樹皮、花、水果、地衣、塊莖、種子、蘑菇、球莖和根莖。 球莖和根莖在乾旱時期尤其重要，因為草失去了很多營養價值。 在乾燥、乾旱的地區，如東北部沙漠，昆蟲、蠐螬、蠕蟲、蜘蛛和蝎子等小型無脊椎動物填滿牠們的飲食。
牠們也積極捕食獵物，例如小型囓齒動物、鳥類和其他靈長目動物。 極限通常是小型羚羊，例如湯姆森瞪羚，但也會從農場捕殺綿羊、山羊和雞，這些食物約佔其狩獵食物的三分之一。 狩獵通常是一種集體活動，兩性都參加。 這種系統性捕食顯然是最近才發展起來的。 在一項實地研究中，觀察到這種行為從一支部隊的雄性開始，並傳播到所有年齡和性別。
在厄立特里亞，牠們與該國瀕臨滅絕的大象種群形成了共生關係。 狒狒利用大象挖的水坑，而大象利用在樹頂的狒狒作早期警報系統。

## 保護狀況
牠們在國際自然保護聯盟瀕危物種紅色名錄中，被列為最不受關注的物種，因為在全球範圍內分佈廣泛，數量眾多，而且沒有出現範圍廣泛的數量下降。 競爭和疾病可能導致封閉森林中的狒狒數量減少。 像大多數其他狒狒物種一樣，牠們通常被人類視作有害生物並加以消滅。

## 外部連結
- （繁體中文）動物資料索引[]
- （繁體中文）東非大自然：非洲野生動物
- （英文）Primate Info Net Papio anubis Factsheet （页面存档备份，存于）